# 珍妮特·莫罗
珍妮特·莫罗（英語：Janet Moreau，1927年10月26日—2021年6月30日），美国女子田径运动员，主攻短跑。她曾代表美国参加1952年夏季奥林匹克运动会田径比赛，获得女子4×100米接力金牌。